# Muscle Museum EP
Muscle Museum EP è il secondo EP del gruppo musicale britannico Muse, pubblicato l'11 gennaio 1999 dalla Dangerous Records.

## Descrizione
Contiene e porta il titolo dell'omonimo brano successivamente divenuto il terzo singolo estratto dall'album di debutto Showbiz, pubblicato nel 1999. Tra le altre tracce è presente anche Instant Messenger, una prima versione di Pink Ego Box (b-side del singolo di Muscle Museum).
Prima della pubblicazione definitiva dell'EP furono realizzate alcune copie promozionali presso lo studio di registrazione Sawmills Studio di Dennis Smith. Come per l'EP precedente del 1998, Muscle Museum EP venne anch'esso pubblicato in 999 copie numerate, oltre ad alcune copie prive di numerazione distribuite alle stazioni radio, ai giornali e durante i primi concerti del gruppo.
Matthew Bellamy consegnò personalmente una copia dell'EP alla stazione radio britannica BBC Radio 1 chiedendo che venisse consegnata al DJ Steve Lamacq che lavorava anche come critico musicale per la rivista musicale britannica NME. Pochi mesi dopo, la BBC Radio 1 trasmise alcuni brani dell'EP durante il programma di Lamacq lanciando i Muse nella classifica indie dopo che il gruppo distribuì l'album per la vendita nei negozi.

## Tracce
Testi e musiche di Matthew Bellamy.
1. Muscle Museum – 4:20
2. Sober – 4:02
3. Uno – 3:39
4. Unintended – 3:56
5. Instant Messenger – 3:30
6. (Muscle Museum)#2 – 1:21

## Formazione
Gruppo
- Matthew Bellamy – voce, chitarra, pianoforte, hammond, mellotron
- Chris Wolstenholme – basso, cori
- Dominic Howard – batteria

Produzione
- Muse – produzione
- Paul Reeve – produzione, registrazione, missaggio
- Mark Thomas – assistenza tecnica
- John Cornfield – mastering